# Леринци
Леринци (мађ. Lőrinci) град је у Мађарској. Леринци је један од градова у оквиру жупаније Хевеш. 

## Географски положај
Леринци се налазе на реци Зађви, на споју Матре и Алфолда, северно од града Хатвана, у северозападном углу Велике мађарске низије. Северни део града се зове Селип. Ђерђ Кепеш, мађарски сликар, је овде рођен 1906. године.
Са површином од 2.353 хектара, најмањи је град у округу са административним подручјем, а пет великих општина округа се без изузетка налази на већој површини. Селип, који се налази у северном делу, једно је од најважнијих насеља у граду.
Насеља која се директно граниче су: Зађвасанто са севера, Петефибанија са североистока, Ечед са истока, Хатван са југа, Херед са југозапада, Нађкекењеш са запада и Хехалом са северозапада.

## Историја
Место је било насељено још у бронзаном добу, а овде је преовладавала култура Хатвани. У граду су пронађени и артефакти из периода Авара, периода миграција и Арпадово доба.
Први помен насеља датира из 1267. године у облику потврђеног извора (ecclesia de Laurencio). Селип је такође настао као независно село у овом периоду. У 14.и 15. веку васници насеља су се мењали. У турске руке пао је 1544. године, а са становишта пореза припадао је хатванским санџацима.

## Становништво
Године 2001. 97% становништва насеља се изјаснило као Мађари, 3% Роми.
Током пописа 2011, 83,3% становника се изјаснило као Мађари, 2,2% као Цигани, 0,3% као Немци и 0,2% као Румуни (16,7% се није изјаснило, због двојног идентитета, укупан број већи може бити на 100 %). 
Верска дистрибуција је била следећа: римокатолици 47,8%, реформисани 3,2%, лутерани 0,4%, гркокатолици 0,3%, неконфесионални 17,5% (29,3% се није изјаснило).